# Adams County (Illinois)
Adams County is een county in de Amerikaanse staat Illinois.
De county heeft een landoppervlakte van 2219 km² en telt 68.277 inwoners (volkstelling 2000). De hoofdplaats is Quincy.

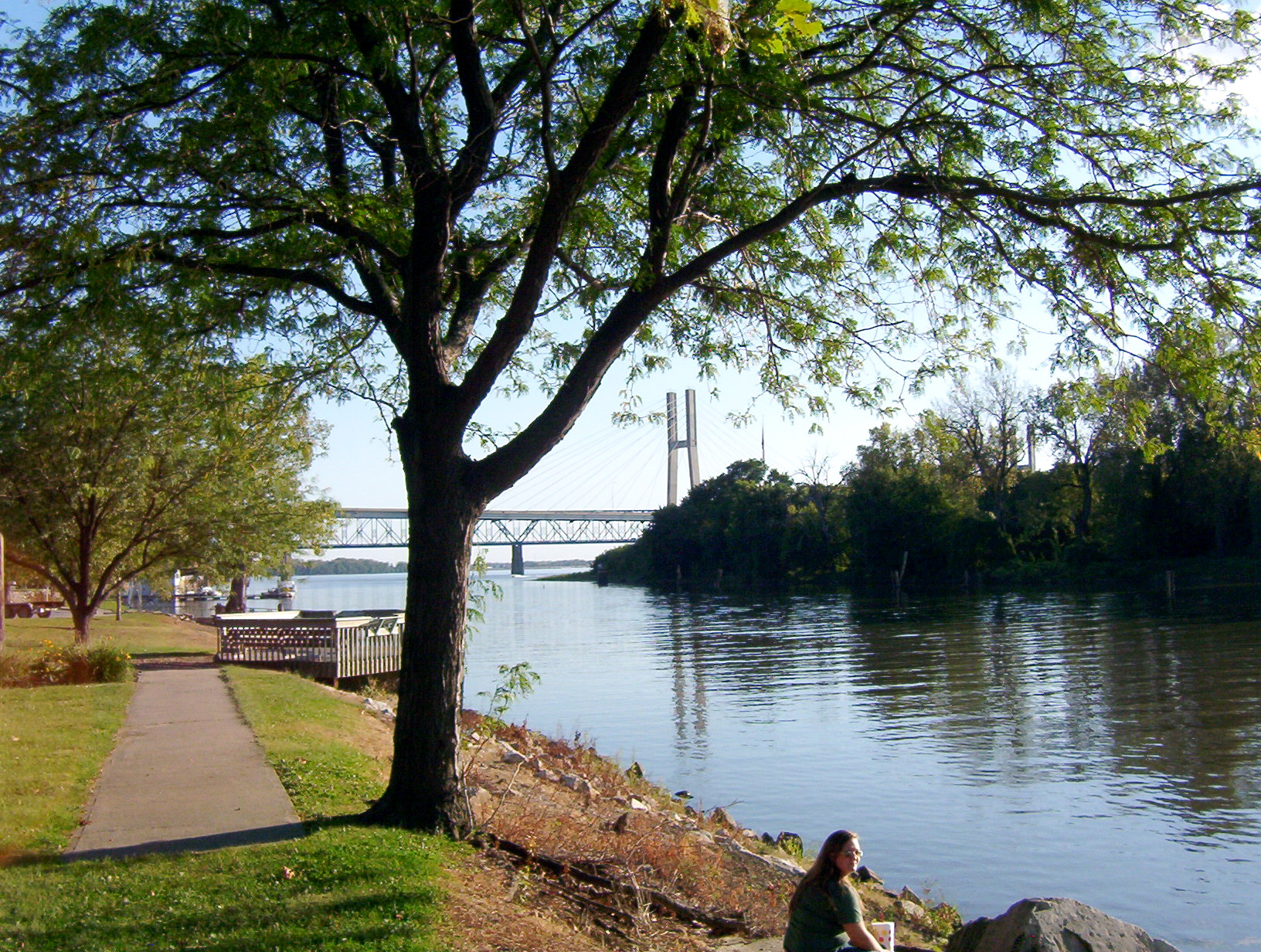
Mississippi River in Quincy, Adams County